# Xanthophyllum octandrum
Xanthophyllum octandrum är en jungfrulinsväxtart som först beskrevs av F. Müll., och fick sitt nu gällande namn av Karel Domin. Xanthophyllum octandrum ingår i släktet Xanthophyllum och familjen jungfrulinsväxter. Inga underarter finns listade i Catalogue of Life.